# Aeroportul Oslo Rygge
Aeroportul Oslo Rygge (IATA: RYG, ICAO: ENRY) este un aeroport din Rygge, Østfold, Norvegia ce deservește zona Comuna Moss. Aeroportul a fost tranzitat în 2018 de 0 pasageri. A fost deschis în 1954 și numit după zona deservită.
Situat la o altitudine de 53 m, aeroportul dispune de 1 pistă. Este operat de Luftforsvaret⁠(d).

## Infrastructură

### Piste
Aeroportul dispune de o singură pistă. Pista 12/30 are suprafața de asfalt și dimensiunile 2.442 m × 45 m. 